# PRAM
La memoria de cambio de fase (phase-change RAM, también llamada PRAM, PCRAM, PCM, Ovonic unified memory —memoria ovónica unificada— y C-RAM, de calcógeno) es un tipo de memoria no volátil. Utiliza vidrio calcógeno (anfígeno) que puede configurarse en uno de dos estados, cristalino y amorfo por medio del uso de calor. Es parte de un grupo de nuevas tecnologías de memoria que buscan competir con la memoria Flash en el campo de las memorias no volátiles supliendo las carencias de ésta.

## Introducción

Sección de dos celdas de memoria PRAM a lo largo de la línea de bit (una se encuentra en estado cristalino y la otra en amorfo).

Stanford Ovshinsky (Energy Conversion Devices) exploró las propiedades del vidrio calcógeno y su potencial de almacenamiento en los años 60. En el número de septiembre de 1970 de Electronics, Gordon Moore (cofundador de Intel) publicó un artículo acerca de esta tecnología, aunque la calidad de los materiales y los problemas de consumo evitaron su comercialización. El interés ha resurgido recientemente con los problemas previsibles de escalado de las memorias Flash y DRAM.
Los dos estados del vidrio calcógeno poseen una resistividad extremadamente diferente, que conforma la base del almacenamiento de información. El estado amorfo posee una gran resistencia y se utiliza para representar el cero binario, mientras que el estado cristalino de baja resistencia representa al uno. El calcógeno es el mismo material que se utiliza en dispositivos ópticos regrabables (como CD-RW y DVD-RW). En estos casos lo que se manipula son las propiedades ópticas en lugar de la resistividad, ya que el índice de refracción del calcógeno también varía según el estado.
La PRAM aún no ha llegado a su etapa de comercialización, aunque prácticamente todos los prototipos utilizan una aleación calcógena de germanio, antimonio y telurio (GeSbTe) denominada GST. Se calienta a temperaturas de 600 °C para licuar el calcógeno; tras su enfriamiento se congela adoptando un estado vítreo amórfico de alta resistencia eléctrica. Al calentarlo por encima de su punto de cristalización pero por debajo de su punto de fusión se transforma en un estado cristalino de resistencia mucho menor. Este proceso de cambio de fase puede completarse en cinco nanosegundos según una solicitud de patente de enero de 2006 por parte de Samsung Electronics. Estos tiempos son comparables a los de memorias volátiles como la DRAM actual, con tiempos del orden de 2 ns.

## PRAM vs. Flash
Precisamente es este tiempo de cambio el que hace a la PRAM y otras propuestas semejantes un sustituto interesante de Flash. La sensibilidad a la temperatura de la PRAM es su mayor desventaja, y podría requerir cambios en los procesos de producción de la misma.
La memoria Flash funciona modulando la carga electrónica almacenada en la puerta de un transistor MOS. La puerta está diseñada para ser capaz de confinar carga eléctrica (bien en puerta flotante o en trampas de aislante). La presencia de carga en la puerta modifica el voltaje de umbral del transistor ({\displaystyle \,V_{th}}) de forma que puede identificarse con un dígito binario. El cambio de valor requiere el vaciado de la carga acumulada, lo que a su vez necesita que un voltaje relativamente elevado la atraiga desde la puerta. Este pico de carga requiere un cierto tiempo de preparación. En general, el tiempo de escritura es del orden de un milisegundo para un bloque de datos, frente a unos 10 ns que son necesarios para la lectura de un byte.
La memoria PRAM ofrece un desempeño mucho mejor en aplicaciones en las que la escritura es importante, tanto por el menor tiempo de cambio del elemento como por el hecho de que los cambios pueden realizarse a nivel de bit sin afectar a un bloque entero de celdas. Su velocidad está miles de veces por encima de las de los discos duros convencionales. Esto la hace especialmente útil para cubrir almacenamiento no volátil que en la actualidad viene limitado por la velocidad de acceso a los datos.
Cada pico de voltaje en Flash degrada la celda de datos progresivamente de forma que la mayoría de dispositivos solo tienen una vida de entre 10000-100000 ciclos de escritura por sector, por lo que los controladores de Flash reparten la escritura entre los distintos bloques físicos. Conforme las celdas se reducen en tamaño por la tecnología el problema se agrava ya que el voltaje necesario no escala con la litografía, lo que lleva a disminuir vida media esperada de los dispositivos. [cita requerida]
Las razones de la degradación con el uso en PRAM son distintas que las de Flash, de forma que las primeras podrían llegar a los 100 millones de ciclos de escritura. Los límites para la PRAM tienen que ver con la degradación debida a la expansión térmica del GST durante la programación, la migración del metal y otros materiales y otros aspectos aún desconocidos.
Mientras que los chips Flash pueden programarse antes de formar parte de un circuito integrado (o incluso comprarse preprogramados), las altas temperaturas de soldado borrarían los contenidos de una PRAM, un aspecto que cobra aún más importancia por los procesos de fabricación sin plomo. Debería por tanto poder programarse la PRAM después de haberse soldado.
Las puertas especiales utilizadas en Flash tienen fugas de carga (electrones) que pueden provocar la pérdida de datos en el tiempo. La resistividad de los elementos de memoria PCM la hacen más estable y la capacitan para contener información durante periodos de hasta una década, incluso en temperaturas elevadas (el caso peor). La PRAM también resiste mejor la pérdida provocada por radiación, lo que la hace más viable para usos militares y aeroespaciales. BAE Systems la ha utilizado como C-RAM anunciando ciclos de escritura de 108, lo que podría convertirna en competidora de PROM y EEPROM en este campo.
Por el momento, las PRAM fabricadas almacenan un bit por celda (las Flash pueden modular la carga almacenada en una celda para almacenar varios bits, típicamente dos).
Pueden utilizarse varios elementos diferentes para seleccionar celdas en una PRAM: diodos, BJT y MOSFET entre otros. El diodo proporciona la mayor corriente de todos estos, aunque existe el problema de la inducción de corrientes parásitas en celdas colindantes, así como mayores necesidades energéticas. La resistencia del calcógeno ha de ser necesariamente mayor que la del diodo, por lo que el voltaje operativo debe estar bastante por encima de 1 V. Posiblemente el mayor inconveniente en arrays grandes de diodos es el la corriente de fuga inversa producida por las líneas de bit no seleccionadas. Por el contrario, si se utilizan transistores, sólo las líneas seleccionadas contribuyen a esta corriente, de forma que la diferencia total es de varios órdenes de magnitud. El escalado por debajo de los 40 ns plantea el problema del dopaje discreto por la disminución en la anchura de la unión P-N.

## 2000 y más allá
Nanochip licenció tecnología basada en PRAM para su uso en MEMS en agosto de 2004. Estos no son dispositivos de estado sólido; en su lugar, se utiliza un pequeño plato recubierto con calcógeno que puede utilizarse por medio de muchas sondas eléctricas (miles o incluso millones) para su lectura y escritura. La tecnología micro-mover de HP puede realizar posicionamiento con una precisión de 3 nm logrando densidades de más de un terabit por pulgada cuadrada si se perfecciona la tecnología. La idea es reducir el cableado necesario en el propio chip, juntando las celdas y evitando el cableado individual al hacer que las sondas actúen como cables.
En septiembre de 2006 Samsung anunció un dispositivo de 256 Mb que utilizaba diodos. Particularmente reseñable fue la densidad de almacenamiento conseguida: a pesar de la capacidad relativamente reducida comparada con la de otros competidores, su densidad era mucho mayor a la típica. Este hecho sugiere que pueda competir en el mercado con Flash en lugar de limitarse a usos muy especializado. Esto es particularmente cierto en el caso de la memoria Flash basada en NOR, que permite direccionamiento a nivel de bit (frente al acceso en bloques de bytes en NAND). NOR parece tener una densidad comparable a la de PRAM.
El prototipo presenta un núcleo de 46,7 nm, que es mejor que cualquiera de las Flash RAM en el mercado[cita requerida]. Aunque Flash RAM ya tiene tiempo en el mercado y una mayor capacidad (con módulos de 8 Gb saliendo al mercado), se prevé que PRAM será un verdadero competidor en este sentido ya que tiene una densidad mucho mayor y en un futuro se esperan capacidades enormes.
En el Inter Developer Forum de 2006 se realizaron demostraciones de sus respectivos dispositivos por parte de Intel y STMicroelectronics con una capacidad de 128 Mb, que aunque en fase de prueba de concepto se indicó podrían pasar a pruebas en cuestión de meses y pasar a su comercialización en pocos años. Intel ya es el principal productor de memorias Flash NOR y parece tener los mismos planes que Samsung para PCM.

## Compromiso fundamental: cambios de fase espurios
La memoria de cambio de fase es susceptible a un compromiso básico entre cambios de fase intencionados y no intencionados: esto es así porque dicho cambio es un proceso térmico más que electrónico; por tanto, las condiciones de cristalización rápida no pueden ser las mismas que las de almacenamiento (temperatura ambiente típicamente), ya que en otro caso la permanencia de los datos no puede garantizarse. No obstante, una temperatura de cristalización mayor conlleva una mayor corriente y menos escalabilidad.

## Cronología
- Septiembre de 1966: Stanford Ovshinsky realiza la primera petición de patente sobre cambio de fase.
- Junio de 1969: Ovshinsky obtiene la US Patent 3,448,302 con la primera operación fiable anunciada.
- Septiembre de 1970: Gordon Moore publica un artículo en Electronics Magazine.
- Junio de 1999: Se forma Ovonyx para la comercialización de la tecnología.
- Noviembre de 1999: Lockheed Martin trabaja con Ovonyx para la aplicación a la industria aeroespacial.
- Febrero de 2000: Intel licencia la tecnología e invierte en Ovonyx.
- Diciembre de 2000: ST Microelectronics licencia la tecnología.
- Marzo de 2002: Macronix realiza una solicitud de patente sobre PRAM sin transistores.
- Julio de 2003: Samsung inicia su trabajo con PRAM.
- 2003-2005: Solicitides de patentes por Toshiba, Hitachi, Macronix, Renesas, Elpida, Sony, Matsushita, Mitsubishi, Infineon y otros.
- Agosto de 2004: Nanochip licencia la tecnología de Ovonyx para su uso en MEMS. Samsung anuncia un array operativo de 64 Mb.
- Febrero de 2005: Elpida licencia la tecnología de Ovonyx.
- Septiembre de 2005: Samsung anuncia un dispositivo operativo de 256 Mb junto con corrientes de programación de 400µA.
- Octubre de 2005: Intel aumenta su inversión en Ovonyx.
- Diciembre de 2005: Hitachi y Renesas anuncian PRAM a 1,5 B con programación a 100µA. Samsung licencia la tecnología de Ovonyx.
- Julio de 2006: BAE Systems (antes Lockheed Martin) presenta un chip resistente a radiación de 512Kx8.
- Septiembre de 2006: Samsung anuncia un dispositivo de 512 Mb.
- Octubre de 2006: Intel y STMicroelectronics demuestran el funcionamiento de un chip de 128 Mb.
- Diciembre de 2006: IBM Research Labs presenta un prototipo de 3x20 nm.[5]
- Enero de 2007: Qimonda licencia la tecnología deOvonyx.
- Abril de 2007: Justin Rattner, CTO de Intel, realiza la primera muestra pública de la tecnología PRAM de su compañía.[6]
- Julio de 2012: Micron anuncia la comercialización de la primera memoria de cambio de fase en dispositivos móviles.[7]